# Carlos Canal
Pour les articles homonymes, voir Canal.
Canal  Blanco est un nom espagnol. Le premier nom de famille, en général paternel, est Canal ; le second, en général maternel, souvent omis, est Blanco.
Carlos Canal Blanco, né le 28 juin 2001 à Xinzo de Limia (Galice), est un coureur cycliste espagnol.

## Biographie
Carlos Canal commence sa carrière cycliste en VTT et en cyclo-cross. En 2019, il devient champion d'Espagne de cyclo-cross et de VTT cross-country dans la catégorie juniors (moins de 19 ans). Sur la scène internationale, il participe aux championnats du monde et d'Europe, aux Jeux olympiques de la jeunesse d'été de 2018 et à la Coupe du monde de cyclo-cross. Il se classe notamment septième du championnat du monde de cyclo-cross juniors en 2019.
Il passe ensuite directement professionnel en 2020 au sein de l'équipe Burgos BH,. Son meilleur résultat avec l'équipe est une septième place au Tour de Murcie 2021. Il participe ensuite au Tour d'Espagne, son premier grand tour, où il termine 106e du classement général. Pour la saison 2022, il rejoint l'équipe Euskaltel-Euskadi. En 2023, il est le coureur de son équipe le mieux classé au classement UCI, grâce à ses nombreux tops 10.
Remarqué par ses résultats, il rejoint l'équipe World Tour Movistar en 2024. En 2025, il passe proche de la victoire en se classant deuxième d'une étape du Gran Camiño et des Quatre Jours de Dunkerque, où il termine troisième du général. En juillet de la même année, il est quatrième du Tour de Wallonie.

## Palmarès en cyclo-cross
- 2016-2017
  - 2e du championnat d'Espagne de cyclo-cross cadets
- 2017-2018
  -  Champion d'Espagne de cyclo-cross juniors
- 2018-2019
  -  Champion d'Espagne de cyclo-cross juniors
  - 7e du championnat du monde de cyclo-cross juniors

## Palmarès en VTT
- 2018
  - 2e du championnat d'Espagne de cross-country juniors
- 2019
  -  Champion d'Espagne de cross-country juniors

## Palmarès sur route

### Par années
- 2025
  - 3e des Quatre Jours de Dunkerque

### Résultats sur les grands tours

#### Tour d'Espagne
3 participations
- 2021 : 106e
- 2022 : 84e
- 2024 : 70e

### Classements mondiaux
| Année                                 | 2020  | 2021  | 2022  | 2023 | 2024 |
| ------------------------------------- | ----- | ----- | ----- | ---- | ---- |
| Classement mondial                    | 1988e | 1042e | 1307e | 397e | 239e |
| UCI Europe Tour                       | 1450e | 774e  | 907e  | nc   | nc   |
|                                       |       |       |       |      |      |
| Légende : nc = non classéSource : UCI |       |       |       |      |      |